# Даудов, Абдулла Хамидович
Абдулла́ Хами́дович Дау́дов (3 декабря 1952 года, Джалал-Абадская область, Киргизская ССР) — советский и российский историк. Доктор исторических наук, профессор. С мая 2012 года — декан исторического факультета, с 28 апреля 2014 года — директор Института истории СПбГУ, бывший президент «Вайнахского конгресса» — чеченской диаспоры Санкт-Петербурга.

## Биография
Родился в чеченской семье, которая была в 1944 году депортирована в Среднюю Азию. Отец — Хамид Даудович Мисирпашаев, филолог, заслуженный учитель России, отличник народного просвещения. Мать — Тамара Усмановна, домохозяйка. В 1957 году, когда А. Х. Даудову было 5 лет, его семья вернулась на родину — в Чечено-Ингушскую АССР.
В 1970 году окончил с золотой медалью Саясановскую среднюю школу и стал студентом Чечено-Ингушского университета имени Льва Толстого, откуда в 1973 году был переведен на очное отделение исторического факультета Ленинградского университета. Окончил факультет в 1975 году. С тех пор Даудов живёт и работает в Ленинграде — Санкт-Петербурге. В 1984 г. защитил кандидатскую диссертацию по теме «Образование и развитие Горской АССР. 1920—1924. Проблемы национально-государственного строительства». В 1998 г. защитил докторскую диссертацию «Социально-экономическое развитие Горской АССР (1920—1924 гг.)».
С 1979 по 1986 г. работал в Ленинградском гидрометеорологическом институте сначала ассистентом, а затем старшим преподавателем и доцентом. С 1986 г. преподает на историческом факультете СПбГУ. С 2011 года возглавил созданную по его же инициативе новую кафедру — кафедру истории народов стран СНГ, до этого работал на кафедре истории менеджмента и предпринимательства. В октябре 2011 года стал исполняющим обязанности декана исторического факультета, в мае 2012 года утверждён Учёным советом в этой должности. В 2010 г. вошел в состав Консультативного совета по делам национально-культурных объединений при правительстве Санкт-Петербурга.
28 апреля 2014 года назначен приказом ректора на должность директора Института истории СПбГУ.
В марте 2022 года подписал обращение сотрудников СПбГУ в поддержку российского вторжения в Украину.

## Вайнахский конгресс
Особое место в жизни А. Х. Даудова занимали отношения с чеченским народом. По собственным словам, интерес к чеченцам возник у Даудова с детства, а усилился в 1990-е годы, когда «показывали разные события происходящие в Чеченской республике». На фоне Чеченской войны отношения русских и чеченцев, по словам историка, разладились. Целью А. Х. Даудова стало поддержание мира между русским и чеченским населением Петербурга. В 2004 году А. Х. Даудов был избран президентом организации «Вайнахский конгресс» — чеченской диаспоры Петербурга и оставался в должности до 2008 года.
Будучи президентом конгресса, Даудов занимался и организацией культурных мероприятий чеченской общины, которые традиционно проходили в стенах университета и различных домах культуры Санкт-Петербурга. Знаменитыми событиями в культурной жизни Санкт-Петербурга стали выставки чеченских художников Саида Бицираева, Лечи и Султана Абаевых. За период руководства чеченской общиной Абдулла Даудов старался сделать все возможное, чтобы чеченцы Санкт-Петербурга чувствовали себя комфортно в российском городе, содействовал улучшению отношения к чеченцам, к их культуре и менталитету в целом, возрождению доброжелательности и уважения к чеченскому народу.
В 2010 году вошел в состав Консультативного совета по делам национально-культурных объединений при Правительстве Санкт-Петербурга.

## Научная деятельность
Круг научных интересов Абдуллы Даудова — история народов Северного Кавказа, проблемы национально-государственного строительства и межнациональных отношений народов нашей страны.
Является сопредседателем Международной научной конференции «Актуальные проблемы теории и истории искусства».

## Награды
- Премия «Серебряная сова» (2015 год, Региональная общественная организация «Интеллектуальный центр Чеченской республики») — за весомый вклад в развитие духовной, просветительской и культурной жизни республики[9].
- Серебряная медаль святого апостола Петра (2025 год, Санкт-Петербургская митрополия Русской православной церкви)[10].

## Личная жизнь
Женат. Жена — Элиза Адлановна Даудова. Имеет сына Тимерлана и дочь Тамилу. Увлекается рисованием и автовождением.

## Научные труды
- Даудов А. Х. Горская АССР. Очерки социально-экономической истории. 1921—1924 гг. СПб., 1997.
- Даудов А. Х. Месхидзе Д. И. Национальная государственность горских народов Северного Кавказа. 1917—1924 г. СПб., 2009.